# Vänersborgs kommun
Vänersborgs kommun är en kommun i Västra Götalands län, i före detta Älvsborgs län. Centralort är Vänersborg, som ligger vid Vänerns sydspets. Vänersborg var residensstad i Älvsborgs län 1690–1997.
Kommunen är belägen i den nordvästra delen av landskapet Västergötland och den sydöstra delen av Dalsland. Göta älv rinner genom kommunen i nord-sydlig riktning.
I norra och sydöstra delen av kommunen finns uppodlade lerslätter med skog och myrmark däremellan. I nordväst, liksom i söder finns platåberg. Den offentliga sektorn är viktig som arbetsgivare även om högteknologisk verkstadsindustri, IT- och elektronikföretag, utbildningsverksamhet och tjänsteföretag tagit över allt mer. 
Sedan kommunen bildades på 1970-talet har befolkningstrenden varit positiv. Vänersborgs kommun har styrts av olika majoriteter under årens lopp. Socialdemokraterna, Centerpartiet och Miljöpartiet tog makten efter valen 2014 och 2018 vilket de behöll även efter 2022 genom att gå samman med Kristdemokraterna.

## Administrativ historik
Kommunens område motsvarar socknarna: Brålanda, Frändefors, Gestad, Sundals-Ryr, Vassända-Naglum (del av), Väne-Ryr, Vänersnäs och Västra Tunhem. I dessa socknar bildades vid kommunreformen 1862 landskommuner med motsvarande namn. I området fanns även Vänersborgs stad som 1863 bildade en stadskommun.
Den 23 maj 1935 inrättades Brålanda municipalsamhälle i Brålanda landskommun. 1945 införlivades i staden norra delen av den då upplösta Vassända-Naglums landskommun.
Vid kommunreformen 1952 bildades "storkommunerna" Brålanda (av Brålanda, Gestad och Sundals-Ryr) och Västra Tunhem (av Vänersnäs och Västra Tunhem). Samtidigt införlivades Väne-Ryrs landskommun i Vänersborgs stad medan Frändefors landskommun förblev oförändrad.  Den 31 december 1956 upplöstes Brålanda municipalsamhälle. 
Vänersborgs kommun bildades vid kommunreformen 1971 genom en ombildning av Vänersborgs stad. 1974 införlivades Brålanda, Frändefors och Västra Tunhems kommuner.
Kommunen ingår sedan bildandet i Vänersborgs tingsrätts domsaga.

## Geografi
Vänersborgs kommun gränsar till Uddevalla kommun i före detta Göteborgs och Bohus län och Färgelanda kommun i före detta Älvsborgs län i väster, Melleruds kommun i före detta Älvsborgs län i norr, Grästorps kommun i före detta Skaraborgs län i öster samt Trollhättans kommun och Lilla Edets kommun i före detta Älvsborgs län i söder. I öster har kommunen en maritim gräns till Lidköpings kommun i före detta Skaraborgs län.

### Topografi och hydrografi
Kring Vänerns södra spets är landskapet plant med en berggrund av urberg, vilka är klädda med de uppodlade lerslätterna Dalboslätten i norr och Tunhemsslätten i sydöst. Mellan de två slätterna finns jordfattiga hällytor med skog och myrmark. I nordväst övergår slätten till Kroppefjäll, en bergsplatå klädd med  vildmarksartade, skogklädda förkastningsbranter men också bäckraviner med rik växtlighet. Platåbergen Halleberg och Hunneberg i söder är klädda med barrskog, till skillnad från slätterna där ädellövskog växer. Kring halvön Vänersnäs finns ett grunt skärgårdsområde med  vidsträckta vassområden. Vänern mynnar ut i Göta älv i  den inre delen av Vänersborgsviken.

### Naturskydd
År 2021 fanns 18 naturreservat i kommunen, varav två kommunala – Dalbobergen och Nygårdsängen. Kommunen uppger att man "Genom att bilda kommunala naturreservat visar vi att kommunen har en hög ambitionsnivå och aktivt vill bidra till att skydda värdefull natur".
År 2016 antog kommunen ett miljöprogram med mål för den lokala miljön 2030. Vänersborgs Miljöforum anordnades för första gången 2018 vilket kommunen beskrivit som "en mötesplats för att lära oss mer om kommunens miljöarbete och inspireras av varandra" och att knyta an till de miljörelaterade målen i Agenda 2030.

### Administrativ indelning
Fram till 2016 var kommunen för befolkningsrapportering indelad i sju församlingar – Brålanda, Frändefors, Gestad, Sundals-Ryr, Vänersborg och Väne-Ryr, Vänersnäs och Västra Tunhem.

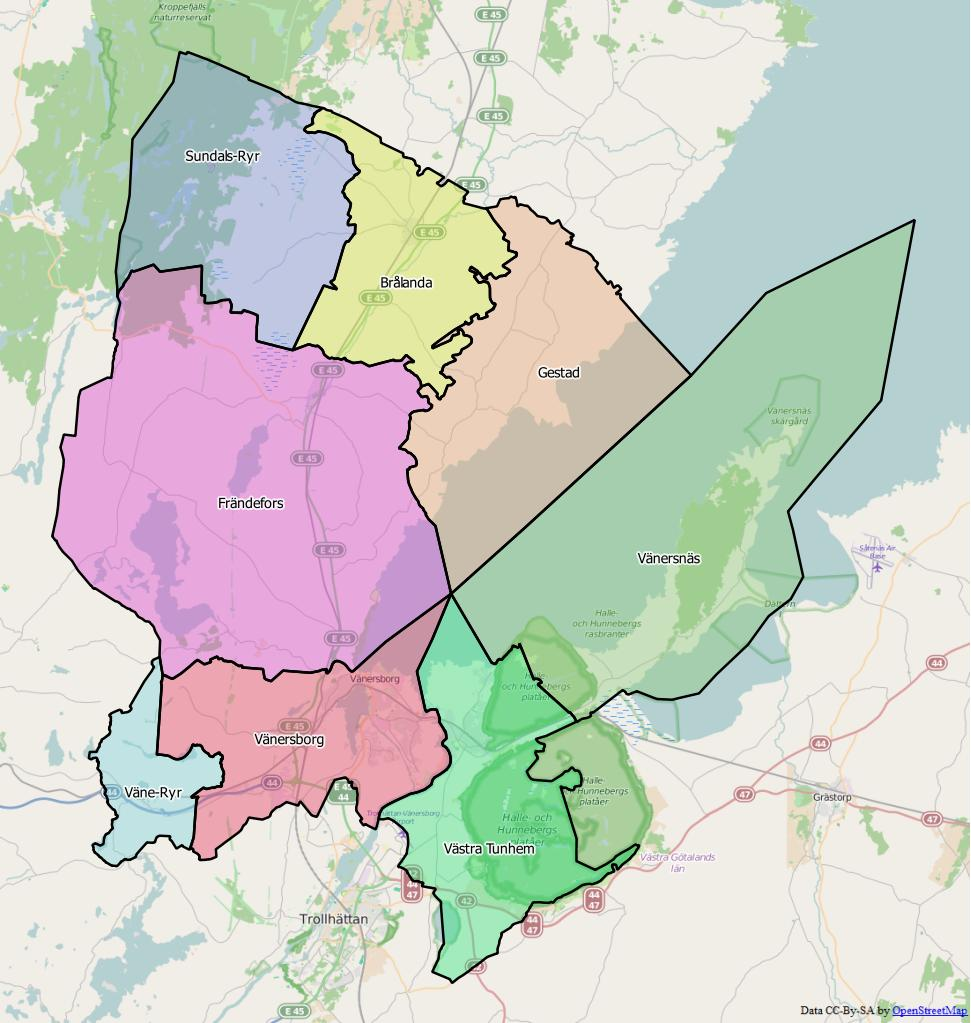
Distrikt inom Vänersborgs kommun

Från 2016 indelas kommunen i följande distrikt – Brålanda, Frändefors, Gestad, Sundals-Ryr, Väne-Ryr, Vänersborg, Vänersnäs och Västra Tunhem.

### Tätorter
Vid tätortsavgränsningen av Statistiska centralbyrån den 31 december 2010 fanns det sex tätorter i Vänersborgs kommun
| Nr | Tätort     | Folkmängd |
| -- | ---------- | --------- |
| 1  | Vänersborg | 23 119    |
| 2  | Vargön     | 4 981     |
| 3  | Brålanda   | 1 521     |
| 4  | Frändefors | 640       |
| 5  | Nordkroken | 456       |
| 6  | Katrinedal | 399       |

Centralorten är i fet stil.

## Styre och politik

### Styre

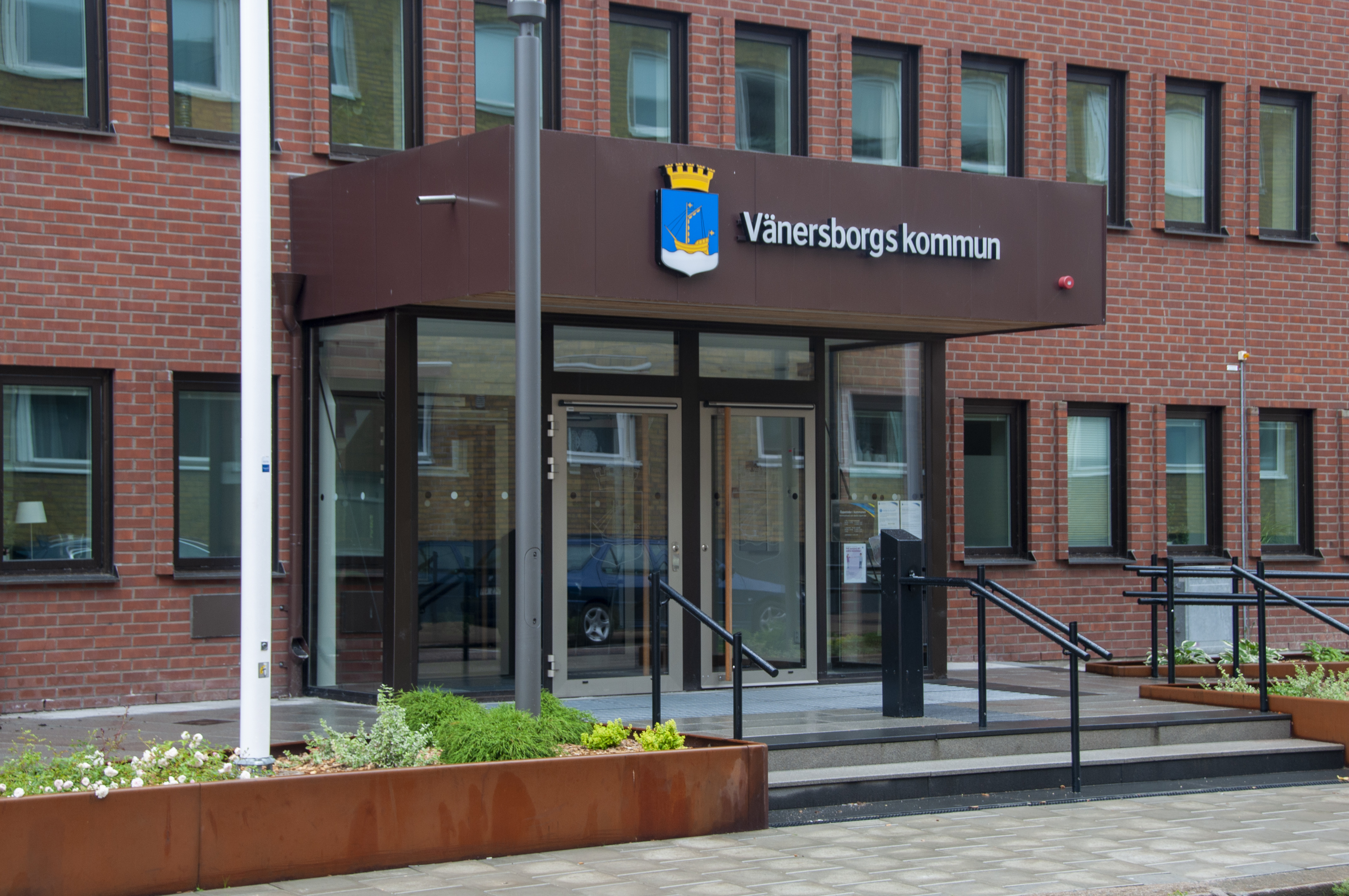
Kommunhusets entré

Vänersborgs kommun har styrts av olika majoriteter under årens lopp. I riksdagsvalet kan man se att landskapsgränsen också utgör en politisk gräns, som hänger samman med olika näringsstrukturer: Västgötadelen röstar övervägande socialistiskt, medan dalslandsdelen röstar övervägande borgerligt. Sedan valet 2014 styrs Vänersborg av minoritet bestående av: Socialdemokraterna (14), Centerpartiet (4), Miljöpartiet (4) som tillsammans har 22 av 51 mandat i kommunfullmäktige. Efter valet 2018 fortsatte samma koalition att styra, dock med en svagare minoritet om 20 av 51 mandat i kommunfullmäktige.
| År        | Partier | Partier | Partier | Partier | Partier | Partier |
| --------- | ------- | ------- | ------- | ------- | ------- | ------- |
| 1991–1994 | M       | C       | KD      | FP      |         |         |
| 1994–1998 | S       | V       | MP      |         |         |         |
| 1998–2002 | FV      | M       | C       | KD      | FP      |         |
| 2002–2006 | S       | C       |         |         |         |         |
| 2006–2010 | S       | C       |         |         |         |         |
| 2010–2014 | M       | FP      | KD      |         |         |         |
| 2014–2018 | S       | C       | MP      |         |         |         |
| 2018–2022 | S       | C       | MP      |         |         |         |
| 2022–2026 | S       | C       | KD      | MP      |         |         |

### Kommunfullmäktige

#### Presidium
| Presidium 2023–2026    | Presidium 2023–2026 | Presidium 2023–2026  |
| ---------------------- | ------------------- | -------------------- |
| Ordförande             | C                   | Annalena Levin       |
| Förste vice ordförande | S                   | Anneli Guilotte      |
| Andre vice ordförande  | M                   | Lena Eckerbom Wendel |

#### Mandatfördelning 1970–2022
|  | 19 | 6 | 11 | 4 |

| 33 | 8 |

| 2 | 19 | 13 | 8 |  | 6 |

| 38 | 11 |

| 2 | 20 | 13 | 7 |  | 6 |

| 33 | 16 |

| 3 | 21 | 12 | 7 | 8 |

| 35 | 16 |

| 3 | 23 | 11 | 4 | 10 |

| 35 | 16 |

| 4 | 18 | 9 | 10 | 10 |

| 33 | 18 |

| 4 | 19 | 4 | 8 | 7 |  | 8 |

| 31 | 20 |

| 3 | 15 |  |  | 4 | 7 | 5 | 4 | 9 |

| 34 | 17 |

| 3 | 21 |  | 9 | 4 | 3 |  | 7 |

| 32 | 19 |

| 5 | 16 |  | 12 | 4 |  | 4 | 6 |

| 30 | 21 |

| 5 | 20 |  | 5 | 4 | 5 | 4 | 6 |

| 31 | 20 |

| 4 | 21 |  |  | 5 | 4 | 4 | 9 |

| 26 | 25 |

| 8 | 12 | 4 |  |  | 3 | 5 |  | 13 |

| 29 | 22 |

| 6 | 14 | 4 | 6 |  | 4 | 3 |  | 10 |

| 30 | 21 |

| 5 | 14 |  | 9 |  | 4 | 3 | 3 | 9 |

| 32 | 19 |

| 4 | 15 |  | 10 | 3 | 4 |  | 3 | 9 |

| 35 | 16 |

### Nämnder

#### Kommunstyrelse
| Presidium 2023-2026    | Presidium 2023-2026 | Presidium 2023-2026 |
| ---------------------- | ------------------- | ------------------- |
| Ordförande             | S                   | Benny Augustsson    |
| Förste vice ordförande | C                   | Mats Andersson      |
| Andre vice ordförande  | M                   | Henrik Harlitz      |

Källa:

#### Lista över kommunstyrelsens ordförande
| Namn | Namn                 | Från | Till | Politisk tillhörighet |
| ---- | -------------------- | ---- | ---- | --------------------- |
|      | Oskar Harad Karlson  | 1971 | 1978 | Folkpartiet           |
|      | Georg Jonasson       | 1978 | 1983 | Centerpartiet         |
|      | Gunnar Russberg      | 1983 | 1985 | Socialdemokraterna    |
|      | Wollmar Danielsson   | 1986 | 1990 | Centerpartiet         |
|      | S Anders Larsson     | 1990 | 1994 | Socialdemokraterna    |
|      | Sven-Ingvar Eriksson | 1994 | 1996 | Moderaterna           |
|      | S Anders Larsson     | 1996 | 2000 | Socialdemokraterna    |
|      | Sven-Ingvar Eriksson | 2000 | 2002 | Moderaterna           |
|      | Lars-Göran Ljunggren | 2002 | 2010 | Socialdemokraterna    |
|      | Gunnar Lidell        | 2010 | 2014 | Moderaterna           |
|      | Marie Dahlin         | 2014 | 2018 | Socialdemokraterna    |
|      | Benny Augustsson     | 2019 |      | Socialdemokraterna    |

Källa: 

#### Övriga nämnder
Avser mandatperioden 2022–2026
| Nämnd                         | Ordförande | Ordförande                | Vice ordförande | Vice ordförande      | Andre vice ordförande | Andre vice ordförande |
| ----------------------------- | ---------- | ------------------------- | --------------- | -------------------- | --------------------- | --------------------- |
| Socialnämnden                 | S          | Dan Nyberg                | KD              | Magnus Ekström       | M                     | Henrik Josten         |
| Kultur- och fritidsnämnden    | S          | Anne-Sofie Dolk Olofssson | M               | Kristina Edvinsson   |                       |                       |
| Miljö- och hälsoskyddsnämnden | S          | Anneli Guilotte           | M               | Lena Eckerbom Wendel |                       |                       |
| Samhällsbyggnadsnämnden       | S          | Ann-Marie Jonasson        | C               | Johan Andersson      | M                     | Tor Wendel            |
| Överförmyndarnämnden          | S          | Madelaine Karlsson        | L               | Bibbi Henriksson     |                       |                       |
| Barn- och utbildningsnämnden  | C          | Bo Carlsson               | S               | Christin Slättmyr    | L                     | Gunnar Henriksson     |
| Byggnadsnämnden               | S          | Benny Jonasson            | M               | Piotr Gabrys         |                       |                       |
| Valnämnden                    | S          | Hans-Peter Norén          | M               | Niklas Claesson      |                       |                       |

### Valresultat 2022
| Parti                            | Valdistrikt                    | Valdistrikt | Kommun  |
| Parti                            | Starkaste                      | Andel       | Andel   |
| -------------------------------- | ------------------------------ | ----------- | ------- |
| S                                | Flanaden                       | 45,29 %     | 29,33 % |
| SD                               | Sviken/Väne Ryr                | 33,19 %     | 20,00 % |
| M                                | Frändefors södra/Vänerkusten   | 23,84 %     | 17,25 % |
| V                                | Flanaden                       | 16,03 %     | 8,59 %  |
| C                                | Brålanda/Sundals Ryr           | 14,44 %     | 7,32 %  |
| KD                               | Vargön norra/Nordkroken        | 10,00 %     | 5,72 %  |
| VfP                              | Centrala Vänersborg norra      | 8,60 %      | 5,00 %  |
| L                                | Blåsut                         | 7,62 %      | 3,74 %  |
| MP                               | Öxnered/Vassända Naglum/Båberg | 5,83 %      | 2,57 %  |
| Data hämtat från Valmyndigheten. |                                |             |         |

Exklusive uppsamlingsdistrikt. Partier som fått mer än en procent av rösterna i minst ett valdistrikt redovisas.

### Internationella relationer
År 2013 antog kommunen en internationell policy. Av den framgår att det "internationella arbetet (ska) bedrivs för att skapa en konkurrenskraftig och attraktiv kommun. Arbetet ska grunda sig på kunskaper om hur Vänersborg som kommun och geografiskt område påverkas av omvärlden, vilket kräver en aktiv och strategisk omvärldsbevakning". Som en del av det arbetet har kommunen samarbeten med regionala organisationer,  vänorter, aktörer i europeiska nätverk samt andra typer av samarbeten.

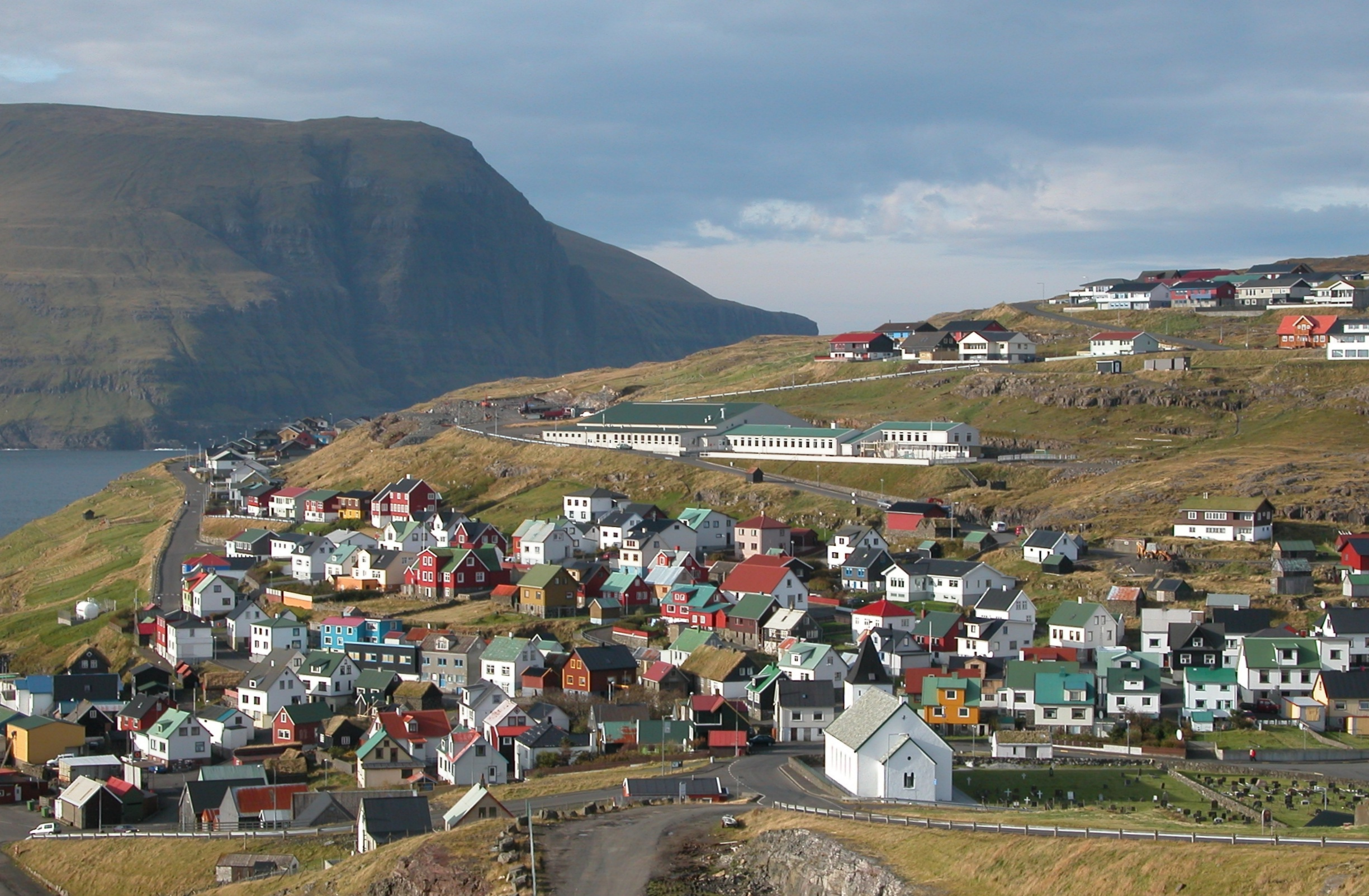
Vänorten Eiði på Färöarna.

Vänersborgs kommun har nio vänorter, vilka tillkommit sedan 1940-talet, och är således med i Nordens största vänortskedja. Dessa är Arsuk på Grönland, Eiði på Färöarna, Herning i Danmark, Holmestrand i Norge, den dansktalande minoriteten i tyska Husby, Kangasala i Finland, Lich i Tyskland, Landkommunerna på Åland samt Siglufjörður på Island.

## Ekonomi och infrastruktur

### Näringsliv
Centralorten är sedan 1999 säte för delar av regionens och länets centrala förvaltningar men också för Västra Götalandsregionens regionfullmäktige och regionstyrelse. Innan 1999 var centralorten residensstad i Älvsborgs län. Den offentliga sektorns betydelse för näringslivet har ändå minskat till förmån för högteknologisk verkstadsindustri, IT- och elektronikföretag, utbildningsverksamhet och tjänsteföretag. Bland större företag inom tillverkningsindustrin återfinns Vargön Alloys,  VBG Group Truck Equipment samt Tranter International.

### Infrastruktur

#### Transporter
Kommunen genomkorsas av Göta älv och Trollhätte kanal i nord-sydlig riktning. Samma riktning har E45 och Bergslagsbanan (nu Norge/Vänerbanan) som trafikeras av SJ:s, Vy:s och Tågabs fjärrtåg mellan Göteborg C och Oslo respektive Karlstad med stopp i Öxnered. Regiontågen Västtågen trafikerar Öxnered och Vänersborg C, både mellan Göteborg och Vänersborg samt på Älvsborgsbanan mellan Uddevalla, Herrljunga och Borås som även har Vargöns station öster om Vänersborg.
I kommunens södra del korsas E45 av riksväg 44 i öst-västlig riktning och söder om Frändefors avtar länsväg 173 åt väster.

## Befolkning

### Demografi

#### Befolkningsutveckling
Kommunen har 40 041 invånare (31 december 2024), vilket placerar den på 67:e plats avseende folkmängd bland Sveriges kommuner.
| Befolkningsutvecklingen i Vänersborgs kommun 1970–2020 | Befolkningsutvecklingen i Vänersborgs kommun 1970–2020 | Befolkningsutvecklingen i Vänersborgs kommun 1970–2020 | Befolkningsutvecklingen i Vänersborgs kommun 1970–2020 | Befolkningsutvecklingen i Vänersborgs kommun 1970–2020 |
| ------------------------------------------------------ | ------------------------------------------------------ | ------------------------------------------------------ | ------------------------------------------------------ | ------------------------------------------------------ |
|                                                        |                                                        |                                                        |                                                        |                                                        |
| År                                                     |                                                        |                                                        | Folkmängd                                              |                                                        |
| 1970                                                   | 1970                                                   |                                                        | 32 531                                                 |                                                        |
| 1975                                                   | 1975                                                   |                                                        | 34 365                                                 |                                                        |
| 1980                                                   | 1980                                                   |                                                        | 34 574                                                 |                                                        |
| 1985                                                   | 1985                                                   |                                                        | 35 702                                                 |                                                        |
| 1990                                                   | 1990                                                   |                                                        | 36 628                                                 |                                                        |
| 1995                                                   | 1995                                                   |                                                        | 36 477                                                 |                                                        |
| 2000                                                   | 2000                                                   |                                                        | 36 589                                                 |                                                        |
| 2005                                                   | 2005                                                   |                                                        | 36 951                                                 |                                                        |
| 2010                                                   | 2010                                                   |                                                        | 36 857                                                 |                                                        |
| 2015                                                   | 2015                                                   |                                                        | 38 381                                                 |                                                        |
| 2020                                                   | 2020                                                   |                                                        | 39 624                                                 |                                                        |

## Kultur

### Kulturarv
Vänersborgs museum tillkom som just museum på 1800-talet och är den äldsta svenska bevarade museimiljön. I centralorten finns åtminstone 25 platser med kulturhistoria, där ett flertal är byggnader så som Paalzowska och Strömmerska huset (rivet 1975) samt Torpet Solliden.
Ett annat exempel på kulturarv är Västra Tunhems kyrkogård, som togs i bruk på 1100-talet.

### Kommunvapen
Blasonering: I blått fält en bojort av guld med beslagna segel, flytande på en av vågskura bildad stam av silver. Bojorten har en naturfärgad svensk flagga på masttoppen och en i aktern.
Kristinehamn och Vänersborg fick på 1600-talet båda sådana här fartyg i sina sigill. Först när de skulle fastställas som vapen på 1940-talet blev de särskilda genom att Vänersborgs skuta försågs med flaggor. 1974 registrerades vapnet i PRV för den nya kommunen.